# (74078) 1998 NP
(74078) 1998 NP – planetoida z pasa głównego asteroid okrążająca Słońce w ciągu 4,26 lat w średniej odległości 2,63 j.a. Odkryta 3 lipca 1998 roku.